# 多爾納-阿里尼鄉
47°20′N 25°27′E / 47.333°N 25.450°E
多爾納-阿里尼鄉（羅馬尼亞語：Comuna Dorna-Arini, Suceava），是羅馬尼亞的鄉份，位於該國東北部，由蘇恰瓦縣負責管轄，面積147平方公里，海拔高度800米，2007年人口3,013，人口密度每平方公里20人。